# リトルトウキョー殺人課
『リトルトウキョー殺人課』（ - さつじんか、原題: Showdown in Little Tokyo）は、1991年にアメリカで製作されたアクション映画。日本では劇場公開されずビデオスルーになった。

## 概要
日本育ちで武士道に精通しているアメリカ人刑事と、日系ではあるが日本文化には疎い相棒刑事の活躍を描く。
劇中では日本文化（のようなもの）の描写が数多くなされているが、後述するようにどれも非常に突飛で不可解なものとなっている。またドルフ・ラングレン演じるケナー刑事が日本で育ったという設定であるため、ラングレンが日本語を使って台詞を言うシーンが数多く存在するが、極めて稚拙なため日本人にもほとんど聞き取れない。
ラングレンとケイリー＝ヒロユキ・タガワは、1999年に『ブラック・ソルジャー』（原題: Bridge of Dragons）で再び共演している。

## ストーリー
ロサンゼルスの日本人街「リトルトウキョー」。そこは麻薬ルートの拡大を図るジャパニーズ・ヤクザ「鉄の爪」による麻薬密売の拠点となっていた。ロス市警のアジア特捜隊に所属しているケナー刑事とその相棒であるジョニー刑事は、組織を壊滅させるために奔走する。だが、実は組織のボスであるヨシダとケナー刑事の間には深い因縁が隠されていた。

## キャスト
- クリス・ケナー - ドルフ・ラングレン
- ジョニー・ムラタ - ブランドン・リー
- フネケイ・ヨシダ - ケイリー＝ヒロユキ・タガワ
- ミナコ・オケヤ - ティア・カレル
- サトウ - トシロー・オバタ
- タナカ - フィリップ・タン
- エディ - ロドニー・カゲヤマ
- 警官 - ジム・イシダ

## スタッフ
- 監督：マーク・L・レスター
- 製作：マーティン・E・カーン、マーク・L・レスター
- 脚本：スティーヴン・グランツ、キャリオペ・ブラットレストリート
- 撮影監督：マーク・アーウィン
- 編集：ロバート・A・フェレッティ、スティーヴン・ケンパー、マイケル・エリオット、スチュアート・ベアード（クレジット無し）
- 音楽：デヴィッド・マイケル・フランク
- 字幕翻訳：太田直子

## 間違った日本描写
劇中では数多くの日本文化を紹介しているが、どれも間違ったものばかりである。以下にその一部を挙げる。
- リトルトウキョーには盆栽クラブなるものが存在し、その中で客は女体盛りされた寿司を食べることや、女性と共に酒を飲むことができる。また中央のステージでは、顔を白塗りにした女性二人による相撲のような見世物が行われている。
- 劇中で切腹は女性が辱めを受けた時に行う自決方法であるとケナー刑事が説明している。ちなみにその作法は、まずロウソクを立てた仏壇のような物の前に座って祈りをささげた後、喉元に短刀を突き刺すといったものである。衣服は死に装束ですらなく、そもそも腹を切ろうとしていない。
- 一方取り調べを受けるヤクザは、「オヤブンハダレダ」とケナー刑事に問われるや、自ら頸椎をへし折って自殺する。
- ケナー刑事が住んでいるのは日本の武家屋敷風の木造住居であるが、そこでは大きな風呂桶を屋根のない庭に置いて使用し、布団がかかっていない炬燵を暖房器具として使っている。ちなみに劇中の台詞によると、この屋敷を建てたのはケナー刑事自身らしい。
- ケナー刑事がヤクザとの最終決戦に挑む際の格好は、素肌の上から黒い法被のような物を着用し、頭には「闘魂」という文字と日の丸が大きく書かれた鉢巻を巻いているといった不思議なものである。
- ケナー刑事とヤクザの親分ヨシダが対決する場面では、花火を搭載した山車を使ったパレードがリトルトウキョーの通りで行われている。それには甲冑を着た武将のような者や、道着を着て空手の演武を行う者、芸者の様な格好をした女性などが参加している。はたしてこれが何のパレードなのかは不明。
- この不思議なパレードでケナー刑事が勝利すると、日本人達がなぜか一様にお辞儀する。
- 全体的に、中国と日本が混ざっている。例を挙げると日本人のヤクザが胸に龍の入墨をしている（日本では主に背中）、祭で爆竹を鳴らす等。

また、この映画では所々俳優が日本語で台詞を言う場面があるが、そのほとんどがカタコトで非常に聞き取りづらい。しかも、日本語を使って会話をしていた人物同士が、唐突に流暢な英語に切り替えて会話を続けるなど不自然な場面が目立つ。